# Deutscher Soldatenfriedhof Wicres Village
De Deutscher Soldatenfriedhof Wicres Village is een Duitse militaire begraafplaats met gesneuvelden uit de Eerste Wereldoorlog en gelegen in het Franse dorp Wicres in het Noorderdepartement. De begraafplaats ligt in het dorpscentrum vlak naast de Église Saint-Vaas en het kerkhof. Zoals gebruikelijk bij de Duitse militaire begraafplaatsen staan ook hier grote eiken. De graven worden aangegeven door een natuurstenen kruis waarop telkens twee tot drie namen staan gegraveerd (soms aan de voor- en achterzijde). In het noordelijke deel van het terrein staat een monument voor de 210 soldaten die op 25 september 1915 bij een ondergrondse mijnexplosie omkwamen. 
Er worden 2.824 Duitse soldaten herdacht waarvan 128 niet geïdentificeerde. Er ligt ook 1 Russische krijgsgevangene.
Op het grondgebied van dit dorp ligt ook nog de Deutscher Soldatenfriedhof Wicres Route de la Bassée en op het kerkhof liggen 8 graven van Britse soldaten.

## Geschiedenis
De begraafplaats werd in september 1915 aangelegd. Toen werden hier zo’n 900 soldaten begraven die sneuvelden tijdens de gevechten in Neuve-Chapelle en La Bassée. 
In 1918 werden meer dan 1.000 slachtoffers begraven die sneuvelden tijdens het Duitse lenteoffensief en de geallieerde tegenoffensieven in september en oktober.
Na de oorlog werd door de Franse autoriteiten opdracht gegeven om de slachtoffers die verspreid lagen in 12 gemeenten rond Wicres naar hier over te brengen.
De slechte financiële toestand van de Duitse overheid na de oorlog was oorzaak van de verwaarlozing van de Duitse begraafplaatsen maar door een overeenkomst met de Franse regering in 1926 werd een aanvang gemaakt met het renoveren en onderhouden van deze dodenakkers. Na het sluiten van het Frans-Duitse oorlogsgravenverdrag van 19 juli 1966 begon men met de definitieve aanleg en onderhoud van de begraafplaats. In 1979 werden de vorige tijdelijke houten grafkruisen vervangen door de huidige granieten kruisen. 